# Б-237 «Ростов-на-Дону»
Б-237 «Ростов-на-Дону» — российская дизель-электрическая подводная лодка проекта 636.3 «Варшавянка», входящая в состав 4-й отдельной бригады подводных лодок Черноморского флота ВМФ России. Второй корабль проекта 636.3 «Варшавянка», назван в честь российского города Ростова-на-Дону.

## История строительства
Лодка заложена 21 ноября 2011 года на заводе «Адмиралтейские верфи» в Санкт-Петербурге под строительным номером 01671.
26 июня 2014 года лодка была спущена на воду.
По состоянию на начало августа 2014 года лодка достраивалась на плаву, после чего сразу вышла в море на проведение заводских ходовых испытаний.
По данным на 22 августа 2014 года приступила к швартовым испытаниям.
23 октября 2014 года подводная лодка вышла на первый этап ходовых испытаний
23 декабря 2014 года подводная лодка вернулась с государственных испытаний. 26 декабря 2014 года был подписан приёмный акт и устроен банкет.
30 декабря 2014 года ДЭПЛ «Ростов-на-Дону» была официально передана ВМФ России и зачислена в 4-ю отдельную бригаду подводных лодок с базированием в Новороссийске.

## Служба
По состоянию на 8 января 2015 года подводная лодка готовилась к межфлотскому переходу на Северный флот, где планировалось проведение глубоководных испытаний оборудования и систем вооружения.
22 мая 2015 года прибыла в Полярный для прохождения глубоководных испытаний.
В октябре 2015 года выполнила ракетную стрельбу в Баренцевом море на полигонах Северного флота.
В октябре 2015 года после цикла испытаний на Северном флоте начала межфлотский переход к месту постоянного базирования на Черноморский флот. Прибытие на Черноморский флот ВМФ России ожидалось на первую декаду декабря 2015 года, но вместо этого была направлена к берегам Сирии для участия в военной операции России против террористических организаций.
14 декабря 2015 года подводная лодка вошла в Чёрное море.
16 декабря 2015 года подлодка прибыла к постоянному месту базирования на Черноморский флот на Новороссийскую военно-морскую базу.
8 декабря 2015 года с подводной лодки из акватории Средиземного моря по расположению боевиков ИГ на территории Сирии были нанесены удары крылатыми ракетами 3М14К «Калибр-ПЛ» из подводного положения.
С 24 по 27 августа 2016 года принимает участие в проходящих в морских полигонах Чёрного моря учениях по поиску и уничтожению «вражеской» подлодки в роли субмарины условного противника против фрегата проекта 11356 «Адмирал Григорович». По результатам 2016 года экипаж подводной лодки стал победителем соревнований на приз главкома ВМФ среди многоцелевых неатомных и атомных подводных лодок.
В начале октября 2017 года совместно с однотипной подлодкой Б-261 «Новороссийск» принимает участие в проходящих в морских полигонах Чёрного моря учениях в ходе которых из подводного положения по наземной и надводной целям были выполнены пуски двух практических ракет «Калибр-ПЛ».
В 2017 году по итогам состязаний на приз Главкома ВМФ в различных видах подготовки победителем стал экипаж подводной лодки «Ростов-на-Дону». По итогам 2017 года экипажу подлодки присвоено почётное наименование «ударный».
9 октября 2020 года подлодка отправилась на плановый текущий ремонт на судоремонтное предприятие Северо-Запада России, после выхода из ремонта подлодки «Новороссийск». 31 октября 2020 года прибыла для планового ремонта в г. Кронштадт. В марте 2021 года закончила ремонт и ушла в Средиземное море.
В ночь на 13 сентября 2023 года по находящейся в сухом доке Севастопольского морского завода лодке был нанесён ракетный удар ВСУ крылатыми ракетами Storm Shadow. В результате попадания ракеты и последующего пожара лодка получила серьёзные повреждения. Отмечается, что это первый в истории случай, когда субмарину поразили с помощью крылатых ракет. 18 сентября 2023 года расследовательская группа Conflict Intelligence Team показала фото с повреждениями. Судя по фотографиям, по подлодке были нанесены два удара. Один — в носовую часть, о нем на основании спутниковых снимков ранее заявляли эксперты, а второй — в правый борт в зону за рубкой, эта часть подлодки на спутниковых снимках видна не была. Минимум четверо членов экипажа погибло.
2 августа 2024 года ВСУ уничтожили подводную лодку, находившуюся на ремонте в Севастополе, с помощью ракет Storm Shadow. Министерство обороны России не прокомментировало это событие.

## Командиры
- 2013—2017: капитан 2 ранга Андрей Адамский[37].
- 2017—н.в.: капитан 3 ранга А. Александров[38].